# فرودگاه بین‌المللی نوا به
فرودگاه بین‌المللی نوا به (به انگلیسی: Noi Bai International Airport) یک فرودگاه غیرنظامی و نظامی با کد یاتا HAN است که یک باند فرود بتن دارد و طول باند آن ۳۲۰۰ متر است. این فرودگاه در شهر هانوی کشور ویتنام قرار دارد و در ارتفاع ۱۲ متری از سطح دریا واقع شده‌است.

## شرکت‌های هواپیمایی و مقصدهای پروازی
| شرکت‌های هواپیمایی               | مقصدهای پروازی                             |
| ------------------------------- | ------------------------------------------ |
| Jetstar Pacific Airlines        | بوون ما تووت، کام رانح، تان سون نهات       |
| ویت‌جت ایر                       | بوون ما تووت، لین کنگ، تان سون نهات، پلیکو |
| ویتنام ایرلاینز                 | دا نانگ، نوا به، تان سون نهات              |
| ویتنام ایرلاینز اجرا توسط VASCO | نوا به                                     |